# Вирус гепатита B
Ви́рус гепати́та B (вирус гепатита b, «б»; англ. Hepatitis B virus, HBV) — ДНК-содержащий вирус из семейства гепаднавирусов, возбудитель вирусного гепатита B. В мире по различным оценкам от 3 до 6 % людей инфицировано вирусом гепатита B. Носительство вируса не обязательно сопровождается гепатитом, однако носитель вируса может заражать других людей, а также животных.

## Болезнь
Несмотря на то, что существует вакцина для предотвращения гепатита B, вирус гепатита B остаётся глобальной проблемой здравоохранения. Гепатит B может протекать остро, а затем переходить в хроническую форму, приводя к другим заболеваниям и состояниям здоровья. В дополнение к возникновению гепатита, заражение вирусом гепатита B может привести к циррозу и гепатоцеллюлярной карциноме.
Также было высказано предположение, что заболевание может увеличить риск возникновения рака поджелудочной железы.

## Классификация

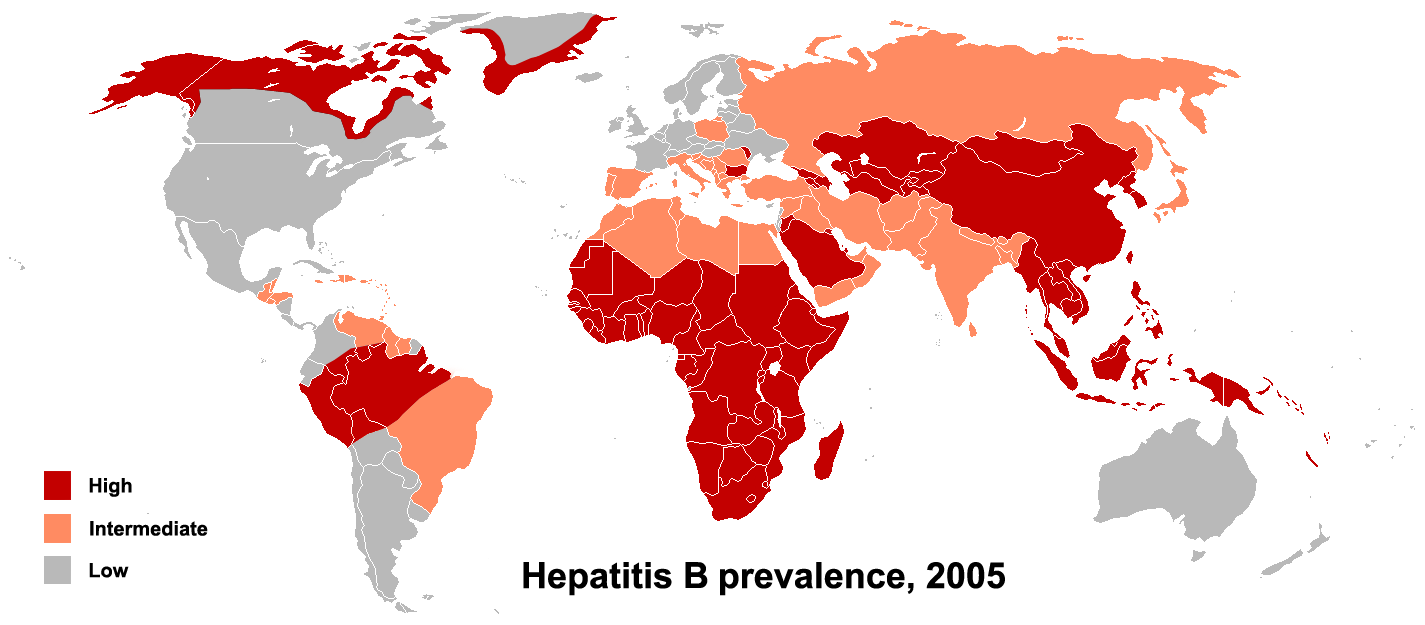
Распространённость ВГВ у людей (по состоянию на 2005 год)

Вирус гепатита B классифицируется в роде Orthohepadnavirus, который содержит 11 других видов. Род классифицируется как часть семейства Hepadnaviridae, в которое входят четыре других рода: Avihepadnavirus, Herpetohepadnavirus, Metahepadnavirus and Parahepadnavirus. Это семейство вирусов является единственным представителем вирусного отряда Blubervirales.
Вирусы, сходные с гепатитом B, были обнаружены у всех человекообразных обезьян (орангутанов, гиббонов, горилл и шимпанзе), у обезьян Старого Света, и у шерстистых обезьян Нового Света (вирус гепатита B шерстистых обезьян), что позволяет предположить древнее происхождение этого вируса у приматов.
Вирус подразделяется на четыре основных серотипа (adr, adw, ayr, ayw) на основе антигенных эпитопов, присутствующих на белках его оболочки. Эти серотипы основаны на общей детерминанте (a) и двух взаимоисключающих парах детерминант (d/y и w/r). Вирусные штаммы также были разделены на десять генотипов (A-J) и сорок подгенотипов в соответствии с общей вариацией нуклеотидной последовательности генома. Генотипы имеют чёткое географическое распределение и используются для отслеживания эволюции и передачи вируса. Различия между генотипами влияют на тяжесть заболевания, течение и вероятность осложнений, и ответ на лечение. Серотипы и генотипы не обязательно соответствуют.

### Неклассифицированные виды
У летучих мышей выделен ряд пока ещё не классифицированных видов, подобных гепатиту B.

## Морфология

### Строение вирусной частицы

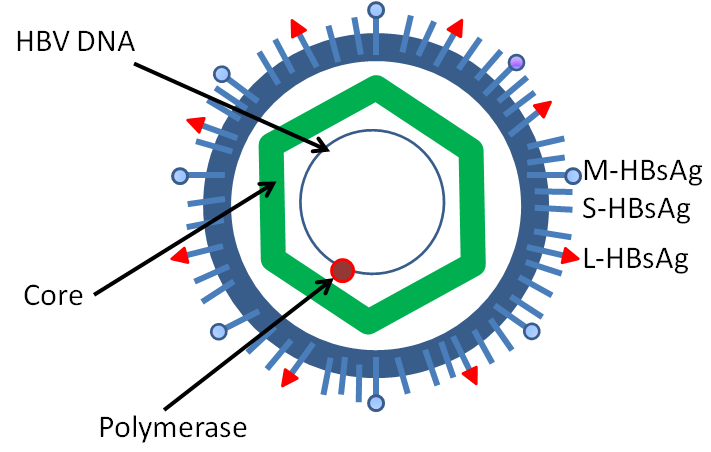
Структура вируса гепатита B

Вирус гепатита B является членом семейства гепаднавирусов. Вирусная частица, называемая частицей Дейна (вирион), состоит из внешней липидной оболочки и икосаэдрического ядра нуклеокапсида, состоящего из белка. Нуклеокапсид содержит вирусную ДНК и ДНК-полимеразу, которая обладает обратной транскриптазной активностью, подобной ретровирусам. Внешняя оболочка содержит встроенные белки, которые участвуют в связывании вируса с восприимчивыми клетками и проникновении в них. Вирус является одним из самых маленьких оболочечных вирусов животных с диаметром вириона 42 нм, но также существуют плеоморфные формы, в том числе нитевидные и сферические тела, лишённые ядра. Эти частицы не являются инфекционными и состоят из липида и белка, которые образуют часть поверхности вириона, который называется поверхностным антигеном (HBsAg) и вырабатывается в избытке в течение жизненного цикла вируса.

### Компоненты
Вирус состоит из:
- HBsAg (поверхностный антиген гепатита B) был первым обнаруженным белком вируса гепатита B[15]. Он состоит из малого (S), среднего (M) и большого (L) белка[16].
- HBcAg (основной антиген гепатита B) является основным структурным белком икосаэдрического нуклеокапсида HBV и участвует в репликации вируса. Образование капсида является основным фактором инфицирования клетки[17]. HBcAg способствует выведению HBV in vivo, но неизвестно, должен ли HBcAg находиться в форме капсида для содействия очистке от вируса[18].
- ДНК-полимераза вируса гепатита B включена в нуклеокапсид вместе с предгеномной РНК (pgRNA). Внутри капсида pgRNA подвергается обратной транскрипции, образуя (-) цепь ДНК. В то же время большая часть матрицы РНК разрушается под действием РНКазной активности полимеразы. За этим следует синтез (+) цепи ДНК, и полимераза в конечном итоге ковалентно связывается с (-) цепью ДНК[19][20]. Полимераза отбрасывается после того, как вирион заражает новую клетку.
- HBeAg (антиген оболочки гепатита B) может быть обнаружен между икосаэдрическим ядром нуклеокапсида и липидной оболочкой, но считается «неучастным» и секретируется и накапливается в сыворотке. HBeAg и HBcAg сделаны из одной и той же рамки считывания[21].
- HBx небольшой, длиной в 154 аминокислоты, неструктурный и играет важную роль в HBV-ассоциированном заболевании печени и в репликации HBV в клетках HepG2[22]. Многие виды активности были связаны с экспрессией HBx. Однако молекулярные механизмы многих из этих активностей неизвестны[23]. Этот белок является многофункциональным, он активирует клеточные сигнальные пути и необходим для вирусной инфекции[24].

Вирусу гепатита D требуются частицы оболочки HBV, чтобы стать вирулентными.

## Эволюция
Раннюю эволюцию вируса гепатита B, как и всех других вирусов, трудно установить. Выявление гепаднавирусов у широкого круга позвоночных предполагает длительную коэволюцию. Идентификация эндогенных элементов hepadnaviridae, общих для различных видов птиц, показывает присутствие этого вируса у птиц в течение по меньшей мере 70 миллионов лет. Хотя аналогичные доказательства отсутствуют для млекопитающих, филогенетическое положение ортогепаднавирусов как сестринской клады авигепаднавирусов предполагает присутствие вируса в предоках амниот и последующая коэволюция как с птицами, так и с млекопитающими после их расхождения (> 300 миллионов лет назад). Также было высказано предположение, что Новый мировой гепаднавирус летучих мышей может быть источником гепаднавирусов приматов. У авихепаднавирусов отсутствует Х-белок, но в геноме утиного гепаднавируса присутствует рудиментарная Х-рамка считывания. Х-белок, возможно, произошёл от ДНК-гликозилазы.
Недавно реконструкция геномов вируса гепатита B по древним человеческим останкам позволила более детально исследовать эволюцию этого вируса у людей. В 2021 году исследование реконструировало 137 древних геномов вируса гепатита B и доказало присутствие вируса у людей, по крайней мере, с 10 000 лет. Самый последний общий предок всех известных человеческих линий вируса гепатита B датируется от 20 000 до 12 000 лет назад. Однако нельзя сказать, присутствовал ли вирус у людей задолго до этого или был приобретён незадолго до этого от другого вида животных. Было показано, что эволюция вируса гепатита B у людей отражает известные события человеческой истории, такие как первое заселение Америки в позднем плейстоцене и переходный период неолита в Европе. Эти исследования также показали, что некоторые древние штаммы вируса гепатита B все ещё заражают людей, в то время как другие вымерли. Штаммы ВГВ, обнаруженные у африканских и юго-восточноазиатских обезьян (шимпанзе, горилл, орангутанов и гиббонов), по-видимому, родственны человеческим штаммам ВГВ, что может отражать прошлые случаи межвидовой передачи.
Исследование изолятов из циркумполярной арктической человеческой популяции показало, что предок субгенотипа B5 (эндемичного типа, обнаруженного в этой популяции), что предковый вирус возник в Азии около 2000 лет назад (95 % HPD 900 г. до н. э. — 830 г. н. э.). Слияние произошло около 1000 г. н. э. Этот субгенотип распространился из Азии первоначально в Гренландию, а затем распространился на запад в течение последних 400 лет.

## Строение генома

Организация генома вируса гепатита B. Гены перекрываются.

### Размер
Геном вируса гепатита B состоит из кольцевой ДНК, но это необычно, потому что ДНК не является полностью двухцепочечной. Один конец полноразмерной цепи связан с вирусной ДНК-полимеразой. Длина генома составляет 3020-3320 нуклеотидов (для цепи полной длины) и 1700—2800 нуклеотидов (для короткой цепи).

### Кодирование
Отрицательная (некодирующая) цепь комплементарна вирусной мРНК. Вирусная ДНК обнаруживается в ядре вскоре после инфицирования клетки. Частично двухцепочечная ДНК становится полностью двухцепочечной путём завершения (+) смысловой цепи клеточными ДНК-полимеразами (вирусная ДНК−полимераза используется на более поздней стадии) и удаления белка вирусной полимеразы (P) из (-) смысловой цепи и короткой последовательности РНК из(+) смысловой нити. Некодирующие основания удаляются из концов (−) смысловой цепи, и концы соединяются.
Вирусные гены транскрибируются клеточной РНК-полимеразой II в ядре клетки с ковалентно замкнутой кольцевой ДНК (cccDNA). В геноме HBV были идентифицированы два усилителя, обозначенные как enhancer I (EnhI) и enhancer II (EnhII). Оба усилителя проявляют большую активность в клетках печёночного происхождения, и вместе они управляют и регулируют экспрессию полных вирусных транскриптов.
Существует четыре известных гена, кодируемых геномом, которые называются C, P, S и X. Основной белок кодируется геном C (HBcAg), и его стартовому кодону предшествует стартовый кодон AUG, из которого вырабатывается прекоординатный белок. HBeAg образуется в результате протеолитической переработки белка, предшествующего ядру. ДНК-полимераза кодируется геном P. Ген S — это ген, который кодирует поверхностный антиген (HBsAg). Ген HBsAg представляет собой одну длинную открытую рамку считывания, но содержит три «стартовых» (ATG) кодона в рамке, которые делят ген на три секции: pre-S1, pre-S2 и S. Из-за множества стартовых кодонов полипептиды трёх разных размеров называются большими, средними и малыми (pre-S2).-Вырабатываются S1 + pre-S2+ S, pre-S2+ S или S).
Функция белка, кодируемого геном X, до конца не изучена, но некоторые данные свидетельствуют о том, что он может функционировать как транскрипционный трансактиватор. Интересно, что слитый белок с Х-ядром 40 кДа кодируется длинным вирусным транскриптом размером 3,9 кб, функция которого остаётся неясной. Синтез 3.9 кб РНК инициируется в промоторной области гена X, и транскрипт полиаденилируется только после второго раунда транскрипции. Аналогичное поведение характерно и для других видов длинных прегеномных/предъядерных (pg/pc) РНК. Таким образом, механизм вирусной транскрипции должен игнорировать сигнал poly (A) на первом раунде транскрипции.
В геноме HBV было идентифицировано несколько некодирующих элементов РНК. К ним относятся: HBV PREalpha, HBV PREbeta и сигнал инкапсидации РНК HBV epsilon.

### Генотипы
Известно восемь генотипов, обозначенных от А до H. Был описан возможный новый генотип «I», но принятие этого обозначения не является универсальным.
Различия между генотипами составляют более 8 %. Генотипы A и D распространены повсеместно; генотипы C и B характерны для Юго-Восточной Азии и Японии. Генотип Е распространён преимущественно в Африке. Генотип F был найден среди коренного населения Южной Америки и на Аляске. Генотип G спорадически встречается в различных частях света, в частности в Соединённых Штатах Америки и во Франции. Генотипы Е и G характеризуются низкой вариабельностью в последовательности нуклеотидов в геноме, по сравнению с другими генотипами.
Генотипы вируса гепатита B могут обладать различными биологическими свойствами. В последнее время все большое значение придаётся генотипу вируса в клинических аспектах течения вирусной инфекции, а также чувствительности к антивирусным препаратам. На сегодняшний день установлено, что инфекция, вызванная вирусом гепатита B генотипов В и С, коррелирует с повреждением печени; а инфекция, обусловленная вирусом гепатита B генотипа А, эффективно излечивается терапевтическими методами с использованием интерферона.
Генотип D имеет 10 подгенотипов.

## Репликация вируса

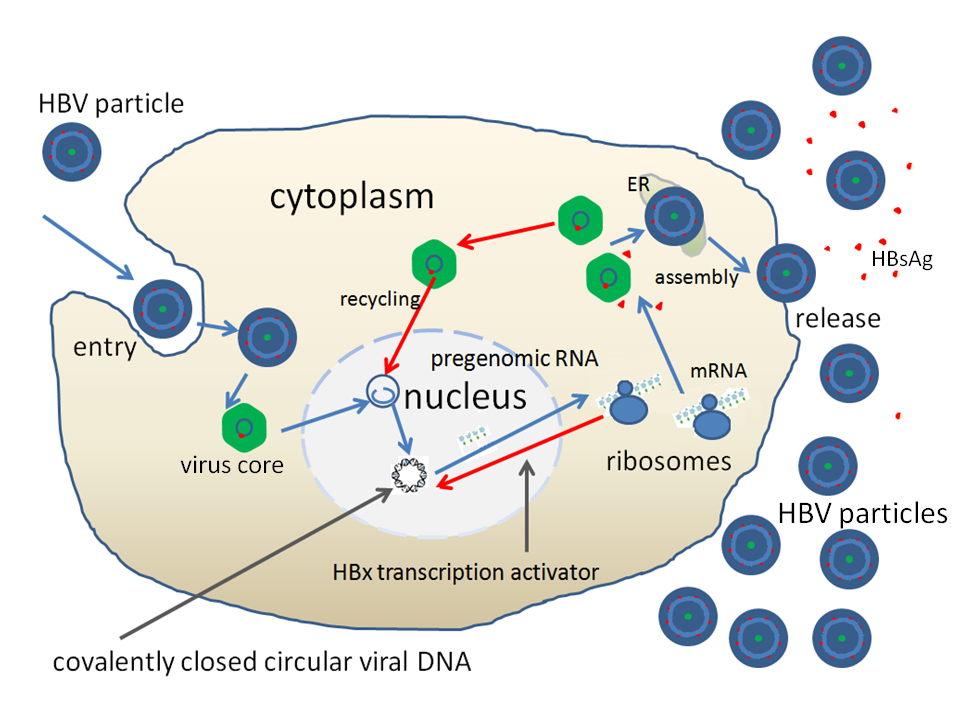
Репликация вируса гепатита B

Жизненный цикл вируса гепатита B сложен. Гепатит B является одним из немногих известных неретровирусных вирусов, которые используют обратную транскрипцию как часть процесса репликации.
Присоединение
Вирус проникает в клетку путём связывания с рецепторами на поверхности клетки и проникает в неё путём эндоцитоза, опосредованного либо клатрином, либо кавеолином-1. ВГВ первоначально связывается с протеогликаном гепаринсульфата. Сегмент pre-S1 белка HBV L затем плотно связывается с котранспортирующим полипептидом тауроколата натрия (NTCP), кодируемым геном slc10a1. NTCP в основном обнаруживается в синусоидальной мембране клеток печени. Присутствие NTCP в клетках печени коррелирует с тканевой специфичностью инфекции ВГВ.
Проникновение
После эндоцитоза мембрана вируса сливается с мембраной клетки-хозяина, высвобождая нуклеокапсид в цитоплазму.

#### Снятие покрытия
Поскольку вирус размножается с помощью РНК, вырабатываемой ферментом хозяина, вирусная геномная ДНК должна быть перенесена в ядро клетки. Считается, что капсид транспортируется по микротрубочкам к ядерной поре. Основные белки диссоциируют от частично двухцепочечной вирусной ДНК, которая затем становится полностью двухцепочечной (ДНК-полимеразами хозяина) и превращается в ковалентно замкнутую кольцевую ДНК (cccDNA), которая служит матрицей для транскрипции четырёх вирусных мРНК.
Репликация
Самая большая мРНК (которая длиннее вирусного генома) используется для создания новых копий генома и для производства белка капсидного ядра и вирусной РНК-зависимой ДНК-полимеразы.
Сборка
Эти четыре вирусных транскрипта подвергаются дополнительной обработке и продолжают образовывать вирионы-потомки, которые высвобождаются из клетки или возвращаются в ядро и повторно проходят цикл для получения ещё большего количества копий.
Высвобождение
Затем длинная мРНК транспортируется обратно в цитоплазму, где белок вириона Р синтезирует ДНК посредством своей обратно-транскриптазной активности.

## Трансактивированные гены
HBV обладает способностью трансактивировать FAM46A.

## Профилактика
Упомянутый выше поверхностный HBsAg-антиген, находящийся в наружной оболочке, применяют для производства высокоэффективной профилактической вакцины.